# Gobichernes asiaticus
Gobichernes asiaticus es una especie de arácnido  del orden Pseudoscorpionida de la familia Chernetidae.

## Distribución geográfica
Se encuentra en el Tíbet y en Kirguistán.